# Fundrecht (Deutschland)
Das deutsche Fundrecht regelt als Teil des deutschen Sachenrechts die Eigentumsverhältnisse an verlorenen Sachen und das gesetzliche Schuldverhältnis zwischen dem Eigentümer und dem Finder. Die Regelungen finden sich in § 965 bis § 984 BGB.

## Verlust und Fund
Umgangssprachlich bedeutet verloren, dass der Eigentümer nicht weiß, wo die Sache ist. Damit würden aber auch die Fälle des bloßen Verlegens (die Brille in der Wohnung, das Buch im Schrank) erfasst. Deshalb definiert die juristische Fachsprache präziser: Eine Sache ist dann verloren, wenn sie nicht herrenlos, aber besitzlos ist. Das heißt, der Verlierer hält sich noch für den Eigentümer, kann aber die tatsächliche Herrschaftsmacht über sie nicht ausüben. Eine solche Sache wird – ebenfalls entgegen dem umgangssprachlichen Sprachgebrauch – nicht schon dann gefunden, wenn ein Dritter sie entdeckt, sondern erst dann, wenn er die Sache an sich nimmt, also neuen Besitz begründet. Darin zeigt sich, dass das Finden juristisch kein tatsächliches Phänomen, sondern eine Geschäftsbesorgung für den Verlierer ist.
Das bloße Inspizieren einer Fundsache ist keine Inbesitznahme, somit ist derjenige rechtlich kein Finder: „Wer eine verlorene Sache nur zur Besichtigung aufnimmt und sofort wieder hinlegt, ist nicht Finder und begeht deshalb auch keine Pflichtverletzung.“

## Gesetzliches Schuldverhältnis
Zwischen dem Empfangsberechtigten für den gefundenen Gegenstand – dies kann der Verlierer, der Eigentümer oder eine andere empfangsberechtigte Person sein – und dem Finder entsteht ein gesetzliches Schuldverhältnis. Im Rahmen dieses Schuldverhältnisses ist der Finder dazu verpflichtet, gegenüber dem Verlierer, dem Eigentümer oder dem sonstigen Empfangsberechtigten den Fund anzuzeigen (§ 965 Abs. 1 BGB). Ist dem Finder diese Person nicht bekannt oder der Aufenthalt dieser Person unbekannt, hat der Finder den Fund und die Begleitumstände des Fundes, die zur Ermittlung des Empfangsberechtigten dienlich sein können, gegenüber der zuständigen Behörde, meist der Polizei oder dem örtlichen Fundbüro, anzuzeigen (§ 965 Abs. 2 Satz 1 BGB). Die Pflicht nach § 965 Abs. 2 Satz 1 BGB besteht jedoch nur bei einem sogenannten Wertfund, d. h. einem Fundgegenstand mit einem Wert von über 10 Euro.
Eine Pflicht des Finders, den Gegenstand bei der zuständigen Behörde abzuliefern, besteht grundsätzlich nicht. Gemäß § 967 BGB ist der Finder hierzu berechtigt und nur auf Anordnung der zuständigen Behörde dazu verpflichtet.
Der Empfangsberechtigte schuldet dem Finder den Ersatz seiner erforderlicherweise getätigten Aufwendungen (§ 970 BGB) und den Finderlohn (§ 971 BGB). Der Finderlohn beträgt nach § 971 Abs. 1 BGB von dem Wert der Sache bis zu 500 Euro 5 Prozent, von dem Mehrwert 3 Prozent, bei Tieren stets 3 Prozent. Hat die Fundsache nur für den Empfangsberechtigten einen Wert, so ist der Finderlohn nach billigem Ermessen zu bestimmen (§ 971 Abs. 1 S. 3 BGB). Diese Vorschrift findet beispielsweise auf verlorene Schlüssel Anwendung, hier wird der Finderlohn nicht anhand des Metallwertes des Schlüssels berechnet, sondern nach billigem Ermessen, weil der wiedererlangte Schlüssel dem Verlierer Folgekosten (Wechsel des Schlosses, Türöffnung) erspart. Wurde die Sache in den Räumen einer Behörde, in den Beförderungsmitteln einer Behörde oder in öffentlichen Verkehrsmitteln gefunden, so erhält der Finder nur den halben Finderlohn und auch das nur, wenn die Sache mehr als 50 Euro wert ist (§ 978 Abs. 2 BGB). Zudem ist der Anspruch ausgeschlossen, wenn der Finder Bediensteter der Behörde oder der Verkehrsanstalt ist oder der Finder die Ablieferungspflicht verletzt (§ 978 Abs. 2 S. 3 BGB).

## Eigentumserwerb des Finders
Mit Ablauf von sechs Monaten nach Anzeige bei der zuständigen Behörde erwirbt der Finder Eigentum an der Sache, wenn ihm bis dahin weder der Empfangsberechtigte bekannt geworden ist noch sich dieser bei der Behörde gemeldet hat (§ 973 Abs. 1 BGB). Falls der Wert der Sache jedoch nicht über 10 Euro liegt, so beginnt die 6-monatige Frist bereits mit dem Tag des Fundes (§ 973 Abs. 2 Satz 1 BGB). Allerdings muss der Finder noch drei Jahre lang das Erlangte nach den Regeln über die ungerechtfertigte Bereicherung herausgeben (§ 977 BGB) 
Fundtiere unterliegen hinsichtlich des Eigentumserwerbs den gleichen Fristen wie Fundsachen, können jedoch nach einer Frist von vier Wochen durch die zuständige Behörde weitervermittelt werden. Das Tier kann also an den Finder oder eine dritte Person übergehen, jedoch ohne dass diese Eigentum an dem Tier erwerben. Der Eigentumserwerb erfolgt weiterhin nach Ablauf der 6-monatigen Frist.

## Fundsachen in öffentlichen Verkehrsmitteln und Behörden
Für Funde in Bahnhöfen, Fahrzeugen und anderen „Anstalten“ des öffentlichen Verkehrs sowie für Funde in den Geschäftsräumen und Verkehrsmitteln von Behörden trifft § 978 BGB abweichende Regelungen: So ist eine Fundsache beim Unternehmen oder der Behörde abzugeben. Die Bagatellgrenze von 10 Euro gilt nicht. Der Eigentumserwerb des Finders ist ausgeschlossen.

## Schatzfund
Ein Schatz ist eine Sache, die so lange verborgen gelegen hat, dass ihr Eigentümer nicht mehr zu ermitteln ist (Definition nach § 984 BGB). Der Finder eines Schatzes erwirbt bereits mit der Entdeckung hälftiges Miteigentum. Die andere Hälfte des Miteigentums steht dem Eigentümer der Sache zu, in der der Schatz verborgen gewesen ist, also in der Regel dem Grundstückseigentümer. Dieser Grundsatz geht auf die sogenannte Hadrianische Teilung zurück.
Die Denkmalschutzgesetze (DSchG) der deutschen Bundesländer beschränken durch das dort jeweils definierte Schatzregal die Regelung des BGB und definieren die Eigentumsverhältnisse anders, wenn die gefundene Sache ein Kulturdenkmal darstellt. In der Mehrzahl der Bundesländer fallen solche Schatzfunde an das Land, in der Minderheit nur dann, wenn sie bei staatlichen Nachforschungen (in der Regel Ausgrabungen) entdeckt wurden. Diese Einschränkungen werden durch zahlreiche Urteile der Verwaltungsgerichte bestätigt.

## Strandgut
Der Fund von Strandgut wurde bis 1990 vom Strandrecht geregelt. Seitdem gilt das allgemeine Sachenrecht.

## Fundtiere
Nach § 90a BGB sind die Vorschriften für Fundsachen auch auf Tiere anzuwenden. Ein Fundtier ist mithin ein Tier, das besitz- aber nicht herrenlos ist. Zuständige Fundbehörde ist die Gemeinde, in der das Tier gefunden wird. Sie ist gegebenenfalls behelfsmäßig für die Verwahrung des Fundtiers zuständig, sie kann für das Wohl des Tiers verantwortlich sein und muss dann gemäß § 2 Tierschutzgesetz angemessene Pflegemaßnahmen veranlassen.
Die meisten aufgefundenen Haustiere sind aber nicht besitz- oder herrenlos, in dem Sinn also keine Fundtiere, weil sie entweder zu ihren Eigentümern zurückkehren (zum Beispiel Katzen) oder sich der Eigentümer erkennbar ihrer entledigen wollte (Eigentumsaufgabe).

## Ermittlung der Eigentümer
Die Gemeinden (Fundbüros) und sonstige öffentliche Einrichtungen (Post, Bahn etc.) sind zur Ermittlung des Eigentümers innerhalb einer 6-Monats-Frist gehalten. Anhaltspunkte sind zum Beispiel SIM-Karten-Nummern, Telefon-Nummern etc. Nach Bekanntwerden von Namen und Adresse werden die Eigentümer kontaktiert und zur Abholung aufgefordert.